# Nuoto di fondo
Il nuoto di fondo comprende tutte le manifestazioni natatorie che si svolgono in acque aperte come fiumi, laghi e mari (per questo è denominato anche nuoto in acque libere). Si divide in quattro categorie: nuoto di mezzo fondo (fino a 5 km), nuoto di fondo (fino a 15 km), nuoto di gran fondo (fino a 25 km) e maratona (oltre 25 km).

## Storia
Il nuoto in acque libere è naturalmente il modo più antico in cui si è gareggiato; per esempio ai giochi di Atene le gare si sono svolte in mare e a Parigi nella Senna, ma con il tempo si è affermato il nuoto tra le corsie della piscina.
I campionati internazionali di nuoto di fondo come s'intendono oggi sono uno sviluppo molto più recente della disciplina: i primi campionati europei si sono svolti nel 1989 a Starigrad, e perché venissero inclusi nel programma dei Campionati europei di nuoto si dovette attendere fino all'edizione di Vienna del 1995. Nell'edizione 2008 si sono svolti in sede separata da quelli in piscina per tornare insieme dal 2010.
Nel 1991 si è svolta la prima edizione dei Campionati mondiali di nuoto che comprendesse gare di fondo, a Perth, in Australia. Da allora le gare in acque libere hanno sempre fatto parte del programma, e dal 2000 si sono aggiunti, negli anni pari, i Campionati mondiali di nuoto di fondo, quindi vengono assegnati titoli mondiali ogni anno.
Ai Giochi della XXIX Olimpiade del 2008 il nuoto di fondo ha avuto finalmente il suo riconoscimento nel massimo evento sportivo, con lo svolgimento delle gare maschili e femminili dei 10 km.
La popolarità del nuoto di fondo si è accresciuta grazie al triathlon, di cui è la prima specialità praticata.